# خوک‌پوزه‌ها
خوک‌پوزه‌ها (نام علمی: Bodianus) نام یک سرده از تیره زمردماهیان است.